# Landherrnamt
El Landherrnamt es un edificio situado en el distrito Schnoor de Bremen, Alemania. Fue diseñado por Alexander Schröder, su estilo es neorrománico y fue completado en 1856. 

## Historia
El edificio fue diseñado por el director de planificación de Bremen, Alexander Schröder, que planificó varios edificios en la ciudad, incluida la Clínica St-Jürgen. Su estilo abrazó el neoclasicismo y la arquitectura de neorrománica. En un principio, el edificio albergaba las oficinas del Landherrn, que a partir de 1850 administraba el estado de Bremen.
Hasta el final de la Segunda Guerra Mundial albergó los servicios policiales y administrativos, así como a las autoridades del dique. Después de la guerra, se utilizó como centro de asistencia social para discapacitados graves y como sede de la autoridad del dique de Bremen. En 1964 la Iglesia Católica adquirió el edificio como convento de monjas, aunque posteriormente lo utilizó para acoger las clases de la escuela St. Johannis. En 2011 se realizaron importantes reparaciones para mejorar las condiciones de los escolares. También se renovó la fachada, eliminándose el antiguo acabado rosa para revelar el color natural de la piedra arenisca.